# Дёмин, Лев Степанович
Лев Степа́нович Дёмин (11 января 1926, Москва — 18 декабря 1998, Звёздный городок Московской области) — советский космонавт, кандидат технических наук (1963), Герой Советского Союза (1974). Являлся председателем Всесоюзного общества филателистов (ВОФ; 1977—1988).

## Биография
Родился в Москве 11 января 1926 года. В 1942 году начал работать на заводе буровых машин токарем. Проходил обучение в спецшколе ВВС (окончил в 1945 году), Борисоглебском лётном училище (не окончил по состоянию здоровья), Московском авиационном училище связи (Тамбовское высшее военное авиационное инженерное училище) (окончил с отличием досрочно в 1949 году). После прохождения службы в частях Советской Армии, обучался в Военно-воздушной инженерной академии имени Н. Е. Жуковского (1951—1956). Впоследствии работал в академии и НИИ ВВС.
В 1963 году ему была присвоена учёная степень кандидата технических наук. В том же году был зачислен в отряд советских космонавтов и включён в состав дублирующего экипажа космического корабля «Восход-3», полёт которого был отменён. В июле 1974 года был в составе дублирующего экипажа космического корабля «Союз-14».
С 26 по 28 августа 1974 года совершил полёт в космос в качестве бортинженера космического корабля «Союз-15» (вместе с Геннадием Сарафановым). В результате нештатной ситуации в работе системы сближения предусмотренная программой полёта стыковка с орбитальной станцией «Салют-3» не состоялась, и экипаж «Союза-15» досрочно вернулся на Землю, совершив первую в мире ночную посадку. Продолжительность пребывания в космосе составила 2 дня 12 минут 11 секунд.
Выполнив космический полёт в возрасте 48 лет, Лев Дёмин в течение года являлся старейшим человеком, побывавшим на орбите (в 1975 году его превзошёл Дональд Слейтон). За это, а также за то, что Лев Дёмин стал первым из космонавтов, у которого к моменту полёта появился внук, имел прозвище «Дед».
В 1978 году покинул отряд космонавтов, работал сотрудником научно-производственного объединения «Южморгео». Умер 18 декабря 1998 года от рака. Похоронен на кладбище села Леониха Щёлковского района Московской области.

## Вклад в филателию

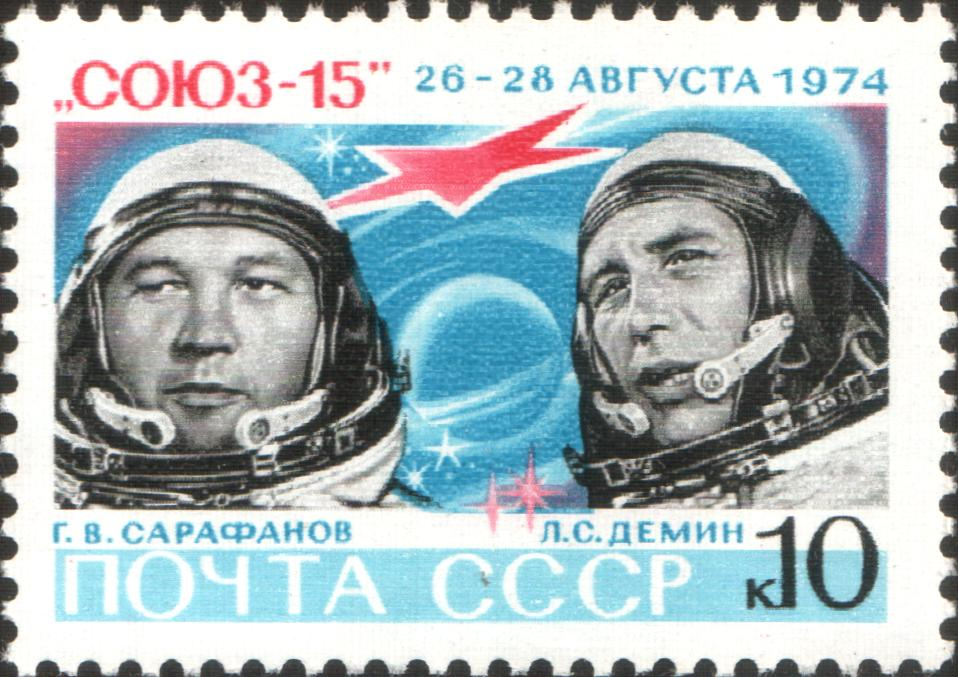
Почтовая марка СССР

Лев Дёмин был членом ВОФ с 1974 года. Увлечение филателией в семье Дёмина началось с детей — сына и дочери, а затем к коллекционированию почтовых марок подключились сам космонавт и его жена. Лев Степанович коллекционировал марки и конверты на тему «Космос». В 1975 году открывал XIII филателистическую выставку «К звёздам» в Московском планетарии. В апреле того же года в Звёздном городке был организован одноимённый филателистический клуб, насчитывавший 70 человек, председателем которого был избран Л. С. Дёмин.
Под руководством Льва Дёмина клубом осуществлялась активная работа. Так, осенью 1975 года филателисты Звёздного провели встречу с американскими астронавтами, участвовавшими в программе советско-американского полёта «Союз — Аполлон». Этому визиту были посвящёны два конверта, которые были подготовлены в Звёздном городке по согласованию с Министерством связи СССР.
В 1976 году сообщалось, что в клубе филателистов «Звёздный городок» занималось более 50 человек. Объединение коллекционеров располагалось в местном Доме культуры и планировало также создать под своей эгидой клуб юных филателистов.
С апреля 1977 по апрель 1988 года Л. С. Дёмин занимал должность председателя правления ВОФ (освобождён от обязанностей председателя по личной просьбе) и являлся членом его Президиума. Награждён Почётной медалью ВОФ (апрель 1988 года).
Полёт космического корабля «Союз-15» был отмечен выпуском почтовой марки СССР, которую Лев Дёмин считал красивой и запоминающейся, в то время как его напарник по полёту, лётчик-космонавт Геннадий Сарафанов, рассматривал эту почтовую миниатюру как далеко не лучшую среди тех, которые выпускались на космическую тему.

## Воинские звания
- Старшина (15.07.1947)
- Лейтенант (12.05.1949).
- Старший лейтенант (6.10.1951).
- Капитан (5.11.1954).
- Инженер-капитан (28.03.1956).
- Инженер-майор (14.11.1958).
- Инженер-подполковник (4.12.1962).
- Полковник-инженер (7.06.1972).

## Почётные звания и награды
- Герой Советского Союза (Указ Президиума Верховного Совета СССР от 2 сентября 1974 года).
- Орден Ленина (2 сентября 1974).
- Орден Трудового Красного Знамени (13 июля 1984).
- Медаль «За боевые заслуги» (12 февраля 1957).
- Медаль «За освоение целинных земель» (29 апреля 1974).
- 11 юбилейных медалей.
- Орден Государственного Знамени ВНР (ВНР).
- Медаль «1300 лет Болгарии» (НРБ, 14 ноября 1983).
- Почётная медаль ВОФ.
- Почётный гражданин городов Калуга, Гагарин, Тамбов (Россия), Целиноград (ныне — Астана, Казахстан).

Его имя присвоено Тамбовскому военному лицею при Тамбовском высшем авиационном инженерном институте.